# Шевролет Болт
„Шевролет Болт“ (Chevrolet Bolt) е модел малки автомобили (субкомпактни, сегмент B) с изцяло електрическо задвижване на американския производител „Дженеръл Мотърс“, произвеждан от 2016 година.
Разработен съвместно с южнокорейската компания „LG Corporation“, която произвежда батериите и електрическото задвижване, той се сглобява в завода на „Дженеръл Мотърс“ в Орайън, Мичиган. В Европа се продава под марката „Опел Ампера-е“.
Той може да измине 259 мили с едно зареждане и ви осигурява незабавно ускорение[ неясно? ] благодарение на мощния[ неясно? ] си двигател. Той разполага с опция за бързо зареждане,[ неясно? ] регенеративно спиране, технологии за подпомагане на водача[ неясно? ] и товарен капацитет на кросоувър.[ неясно? ]
Автомобилът е оборудван с електромотор с мощност 200 к.с. и голяма батерия с капацитет 60 kWh. Батерията може да бъде напълно заредена с 240-волтово зарядно устройство за 9,3 часа.
Chevrolet Bolt EV е изключително комфортен 5-местен модел, който разполага и с 16,9 кубически фута товарно пространство. Инфоразвлекателните функции на автомобила включват 10,2-инчов сензорен дисплей, високоскоростна Wi-Fi точка за достъп, Apple CarPlay и Android Auto. Други характеристики включват HID фарове, 17-инчови самозалепващи се гуми, LED задни светлини и регулируеми огледала.
Bolt EV се предлага в две нива на оборудване: LT и Premier.
Моделът Bolt EV LT се предлага с камера за задно виждане, система за тийнейджърски шофьор, която задава ограничения в силата на звука, създава предупреждения за ограничение на скоростта и следи разстоянието при шофиране. Моделът от висок клас се предлага със система от камери Surround Vision, която осигурява пълна картина на заобикалящата автомобила среда. Другите функции за безопасност на автомобила включват задни сензори за паркиране, наблюдение на мъртвата зона, огледало със задна камера и предупреждение за напречно движение отзад.